# The Contract (film, 2002)
Pour les articles homonymes, voir The Contract.
The Contract est un film américain réalisé par Steven R. Monroe, sorti en 2002.

## Synopsis
Après avoir été harcelée par son patron, trahie par sa meilleure amie et délaissée par son mari, Anne, une jeune écrivaine plutôt solitaire, décide de sortir boire un verre. C'est ici qu'elle rencontre un homme à qui elle raconte ses soucis. Notant un à un les noms qu'elle lui cite, l'inconnu établit une liste qu'Anne signe avec plaisir. Quelques jours plus tard, son patron est retrouvé assassiné, puis son mari, puis sa meilleure copine. Anne réalise alors que cet homme compte tuer toutes les personnes de la liste dictée la veille.

## Fiche technique
- Titre : The Contract
- Réalisateur : Steven R. Monroe
- Scénario : Jason Coppola, Jon Coppola & Mario Pittore
- Directeur de la photographie : Giles Dunning
- Genre : Thriller, horreur
- Durée : 80 minutes
- Sortie au cinéma : 2002
  - Sortie DVD : 2004 (dans la collection Killer Collection)

## Distribution
- Camilla Roos : Anne
- Jeff Fahey
- Andrew Keegan
- Michael Worth
- Robert Gan
- Steve Lawrence
- Louise Fletcher